# André Bucher
André Bucher, född den 19 oktober 1976, är schweizisk före detta friidrottare som tävlade i medeldistanslöpning. 
Buchers genombrott kom när han 1994 blev tvåa vid VM för juniorer på 1 500 meter. Två år senare deltog han vid Olympiska sommarspelen 1996 i Atlanta på 800 meter, den distans som han sedan hade sina främsta framgångar på. Den olympiska debuten slutade med att han blev utslagen i semifinalen. En större framgång blev EM i Budapest 1998 där han slutade på andra plats slagen bara av Tysklands Nils Schumann. 
Bucher deltog även vid Olympiska sommarspelen 2000 i Sydney där hans 1.45,40 placerade honom som femma. Två placeringar bättre blev det vid inomhus-VM 2001 i Lissabon där han vann sin första världsmästerskapsmedalj. Utomhus samma år noterade han sitt personliga rekord på 800 meter när han vid tävlingarna i Zürich sprang på 1.42,55. Dessutom kom hans främsta merit 2001 när han vann guld på VM i Edmonton denna gång på tiden 1.43,70. 
Under 2002 blev han tvåa både vid inomhus EM i Wien och vid EM utomhus i München. Inomhus var det Polens Paweł Czapiewski som blev hans överman och utomhus världsrekordhållaren Wilson Kipketer. 
Efter framgångarna i München nådde han inte samma resultat och han hade ofta problem med skador. Vid Olympiska sommarspelen 2004 och vid VM 2005 gick han inte vidare från kvalen. Efter VM 2005 valde han att avsluta sin karriär.